# Croisière mouvementée
Pour plus de détails, voir Fiche technique et Distribution.

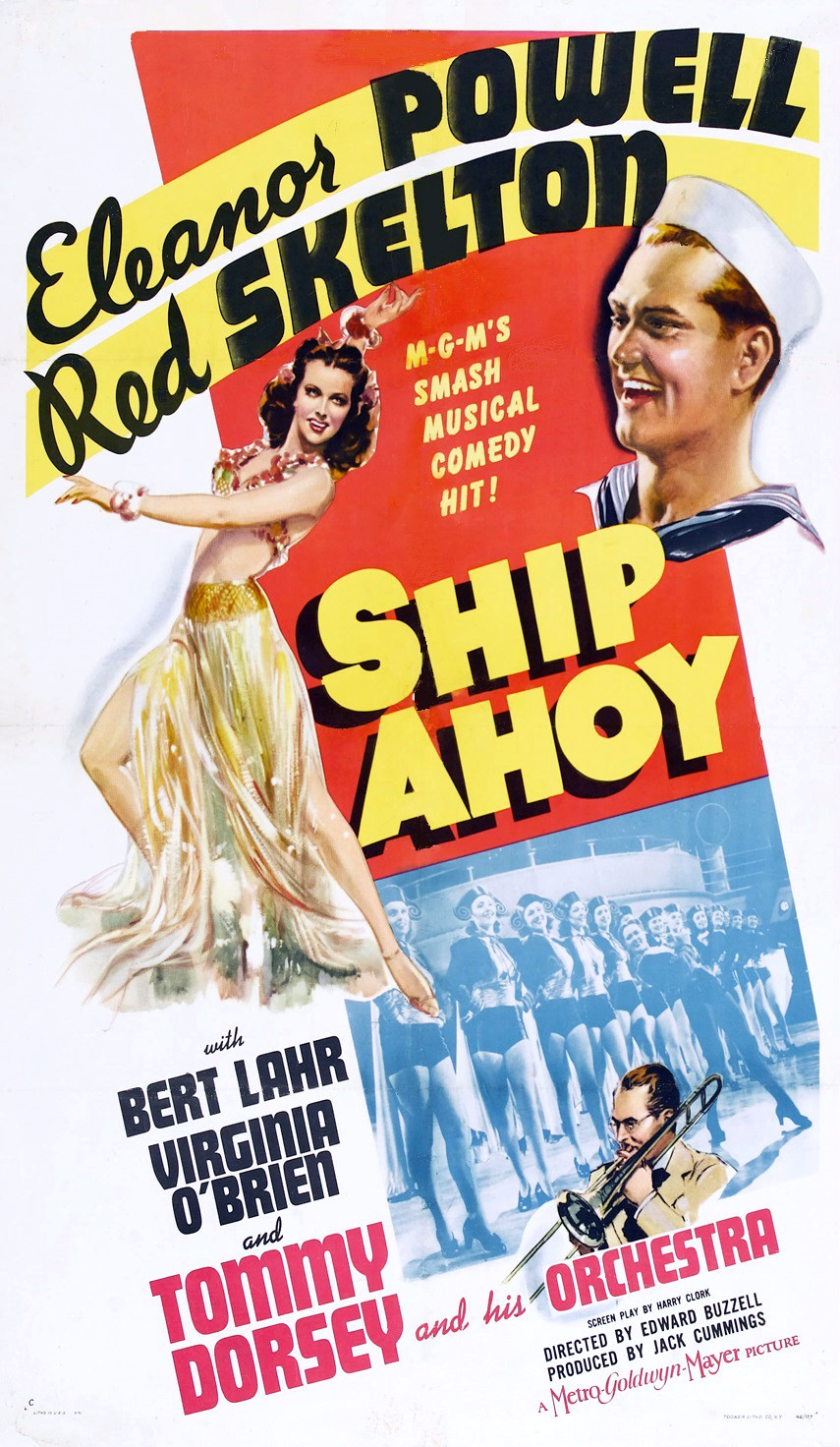
Autre affiche du film.

Croisière mouvementée (Ship Ahoy) est un film musical américain de Edward Buzzell, sorti en 1942.

## Fiche technique
- Titre original : Croisière mouvementée
- Titre français : Ship Ahoy
- Réalisation : Edward Buzzell
- Scénario : Harry Clork, Irving Brecher (non crédité) et Harry Kurnitz (non crédité) d'après une histoire de Matt Brooks, Bradford Ropes et Bert Kalmar
- Photographie : Robert H. Planck et Leonard Smith
- Montage : Blanche Sewell
- Direction artistique : Cedric Gibbons
- Décorateur de plateau : Edwin B. Willis et Jack D. Moore (non crédité)
- Costumes : Robert Kalloch
- Direction musicale : George Stoll
- Musique : George Bassman et George Stoll (non crédités)
- Chorégraphie : Bobby Connolly
- Production : Jack Cummings
- Société de production et de distribution : M.G.M.
- Pays d'origine : États-Unis
- Format : Noir et blanc - 35 mm - 1,37:1 - Son : Mono (Western Electric Sound System)
- Genre : Comédie et film musical
- Durée : 95 minutes
- Dates de sortie : 
  - États-Unis : 16 avril 1942 (New York)
  - France : 2 août 1950 (Paris)

## Distribution
- Eleanor Powell: as Tallulah Winters
- Red Skelton : Merton K. Kibble
- Bert Lahr : "Skip" Owens
- Virginia O'Brien : Fran Evans
- William Post Jr. : H. U. Bennett
- James Cross : "Stump", un danseur
- Eddie Hartman : "Stumpy", un danseur
- Stuart Crawford : Art Higgins
- John Emery : Dr. Farno
- Bernard Nedell : Pietro Polesi
- Frank Sinatra : Lui-même
- Tommy Dorsey : Lui-même
- Buddy Rich : Lui-même
- Ziggy Elman : Lui-même
- Moroni Olsen : Inspecteur Davis
- William Tannen : Grimes

Acteurs non crédités
- John Raitt : un marin
- Anne O'Neal : la femme du capitaine
- Grandon Rhodes : Lieutenant commander Thurston
- Mary Treen : une infirmière